# Annellagen
Annellagen var en 1967 införd, numera avskaffad, efter bankmannen Ernst Annell (1904–1988) uppkallad lag.
Lagen gav rätt till skatteavdrag vid inkomsttaxering av viss aktieutdelning och infördes för att lindra dubbelbeskattningen av aktievinster.